# Championnat de Tanzanie de football 2010-2011
Navigation
Édition précédente Édition suivante
La saison 2010-2011 du championnat de Tanzanie est la 47e édition du Championnat de Tanzanie de football et la 1re sous l'ère professionnelle. Le championnat oppose douze clubs tanzaniens.

## Participants et locations
Légende des couleurs
- Tour préliminaire de la Ligue des champions 2011
- Tour préliminaire de la Coupe de la confédération 2011
- Promu de Division 1

| Club              | Ville        | Stade                              | Capacité |
| ----------------- | ------------ | ---------------------------------- | -------- |
| African Lyon      | Dar es Salam | Karume Memorial Stadium            | 5 000    |
| Arusha FC         | Arusha       | Sheikh Amri Abeid Memorial Stadium | 20 000   |
| Azam FC           | Dar es Salam | Chamazi Stadium                    | 7 000    |
| JKT Ruvu Stars    | Dodoma       | Jamhuri Stadium                    | 10 000   |
| Kagera Sugar      | Bukoba       | Kaitaba Stadium                    | 5 000    |
| Maji Maji FC      | Songea       | Maji Maji Stadium                  | 10 000   |
| Mtibwa Sugar      | Turiani      | Jamhuri Stadium                    | 10 000   |
| Polisi Dodoma     | Dodoma       | Jamhuri Stadium                    | 10 000   |
| Ruvu Shooting     | Coast        | Uhuru Stadium                      | 25 000   |
| Simba SC          | Dar es Salam | Benjamin Mkapa National Stadium    | 60 000   |
| Toto African      | Mwanza       | Stade CCM Kirumba                  | 35 000   |
| Young Africans FC | Dar es Salam | Benjamin Mkapa National Stadium    | 60 000   |

## Compétition

### Classement
Le classement est établi sur le barème de points classique (victoire à 3 points, match nul à 1, défaite à 0). Pour départager les égalités, on tient d'abord compte de la différence de buts générale, puis du nombre de buts marqués, puis des confrontations directes.
| Rang | Équipe            | Pts | J  | G  | N  | P  | Bp | Bc | Diff |
| ---- | ----------------- | --- | -- | -- | -- | -- | -- | -- | ---- |
| 1    | Young Africans FC | 49  | 22 | 14 | 7  | 1  | 32 | 7  | +25  |
| 2    | Simba SC T        | 49  | 22 | 15 | 4  | 3  | 40 | 17 | +23  |
| 3    | Azam FC           | 43  | 22 | 13 | 4  | 5  | 41 | 18 | +23  |
| 4    | Mtibwa Sugar      | 36  | 22 | 9  | 9  | 4  | 24 | 21 | +3   |
| 5    | Kagera Sugar      | 35  | 22 | 9  | 8  | 5  | 22 | 18 | +4   |
| 6    | JKT Ruvu Stars    | 28  | 22 | 6  | 10 | 6  | 21 | 21 | 0    |
| 7    | African Lyon      | 25  | 22 | 6  | 7  | 9  | 18 | 29 | -11  |
| 8    | Polisi DodomaP    | 21  | 22 | 5  | 6  | 11 | 13 | 22 | -9   |
| 9    | Toto African      | 21  | 22 | 5  | 6  | 11 | 19 | 29 | -10  |
| 10   | Ruvu ShootingP    | 20  | 22 | 4  | 8  | 10 | 17 | 25 | -8   |
| 11   | Maji Maji FC      | 16  | 22 | 3  | 7  | 12 | 14 | 26 | -12  |
| 12   | Arusha FCP        | 13  | 22 | 3  | 4  | 15 | 13 | 41 | -28  |

|  | Qualification pour la Ligue des champions de la CAF 2012 et la Coupe Kagame inter-club 2012 |
|  | Qualification pour la Coupe de la confédération 2012 et la Coupe Kagame inter-club 2012     |
|  | Qualification pour la Coupe Kagame inter-club 2012                                          |
|  | Relégation directe en Nationwide League                                                     |
|  | T : Tenant du titre P : Promu de Nationwide League                                          |

## Bilan de la saison
| Championnat de Tanzanie de football 2010-2011 |                                     |
| Champion                                      | Young Africans FC (2e titre)        |
| Qualifications continentales                  |                                     |
| Ligue des champions de la CAF 2012            | Young Africans FC                   |
| Coupe de la confédération 2012                | Simba SC                            |
| Coupe Kagame inter-club 2012                  | Young Africans FC (tenant du titre) |
| Coupe Kagame inter-club 2012                  | Simba SC                            |
| Coupe Kagame inter-club 2012                  | Azam FC                             |
| Promotions et relégations                     |                                     |
| Promus en Ligue A                             | JKT Oljoro                          |
| Promus en Ligue A                             | Coastal Union                       |
| Promus en Ligue A                             | Moro United                         |
| Promus en Ligue A                             | Villa Squad SC                      |
| Relégués en Ligue B                           | Maji Maji FC                        |
| Relégués en Ligue B                           | Arusha FC                           |